# Protocolo de Ouro Preto
El protocolo de Ouro Preto es un importante protocolo complementario del Tratado de Asunción (fundador del Mercosur) firmado el 17 de diciembre de 1994 en la ciudad de Ouro Preto, en Brasil, que estableció la base institucional del Mercado Común del Sur.

## Características
Fue firmado en la VII Cumbre de Presidentes del Mercosur, reunida pocos días antes del fin del «período de transición», comprendido entre marzo de 1991 y el 31 de diciembre de 1994 en el Tratado de Asunción.
El protocolo asignó al Mercosur personalidad jurídica internacional, otorgándole la capacidad para negociar y suscribir acuerdos con terceros países, bloques económicos y organismos internacionales. Asume así la condición de organismo internacional, cuya titularidad es ejercida por el Consejo del Mercado Común.
Se creó la estructura institucional del Mercosur, compuesta por tres órganos de naturaleza decisoria: el Consejo del Mercado Común, el Grupo Mercado Común y la Comisión de Comercio; y tres órganos de naturaleza representativa y consultiva: la Comisión Parlamentaria Conjunta (reemplazada en 2007 por el Parlamento del Mercosur), el Foro Consultivo Económico-Social y la Secretaría Administrativa. El artículo 46 estableció los idiomas oficiales (portugués y español), incorporándose el guaraní en 2006.
También se estableció la obligatoriedad de las normas del Mercado Común para los Estados parte y un procedimiento para la incorporación de las mismas a los ordenamientos jurídicos nacionales de dichos Estados.
En relación con el arancel externo común, se conformaron las bases de una unión aduanera imperfecta, vigente a partir del 1 de enero de 1995. Previo a la firma del protocolo, cada Estado definió un número de productos que tendrían un arancel al interior de Mercosur. Además los técnicos de los cuatro países firmantes buscaron resolver fallas en el Tratado de Asunción. En el protocolo, dos sectores quedaron excluidos: el azúcar y la industria automotriz, constituyéndose posteriormente un grupo de trabajo encargado de resolver las diferencias entre los Estados. También se reconoció la «necesidad de una consideración especial para los países y regiones menos desarrollados».
En el anexo del protocolo, se estableció el «Procedimiento General para Reclamaciones ante la Comisión de Comercio del Mercosur».
Entró en vigencia el 15 de diciembre de 1995, tras el depósito de los instrumentos de ratificación de Paraguay, Argentina y Uruguay.